# Victoria Kalinina
Pour les articles homonymes, voir Kalinina.
Victoria Viktorovna Kalinina (en russe : Виктория Викторовна Калинина), née le 8 décembre 1988, est une joueuse internationale russe de handball évoluant au poste de gardienne de but. En 2016, elle est championne olympique avec la Russie.

## Palmarès

### Club
compétitions internationales
compétitions nationales
- championne de Russie en 2016 (avec Astrakhanochka)
- vainqueur de la coupe de Russie en 2010 et 2011 (avec Zvezda Zvenigorod)

### Équipe nationale
- Médaillée d'or aux Jeux olympiques de 2016 de Rio de Janeiro ( Brésil)
- médaillée de bronze au championnat du monde 2019 au  Japon
- Médaille d'argent aux Jeux olympiques de 2020